# Ihor Hryniw
Ihor Ołeksijowycz Hryniw, ukr. Ігор Олексійович Гринів (ur. 10 marca 1961 we Lwowie) – ukraiński polityk, chemik i prawnik, poseł do Rady Najwyższej.

## Życiorys
W 1983 ukończył chemię na Lwowskim Uniwersytecie Państwowym im. Iwana Franki, po czym do 1989 pracował na tej uczelni. W 1996 został absolwentem prawa na Kijowskim Uniwersytecie Narodowym im. Tarasa Szewczenki, zakładając własną firmę prawniczą.
Był członkiem rady Memoriału i jednym z założycieli Ludowego Ruchu Ukrainy. W latach 1990–1994 sprawował mandat deputowanego I kadencji. W 1994 został dyrektorem wykonawczym Ukraińskiej Fundacji Wspierania Reform. Przystąpił do partii Reformy i Porządek, był m.in. jej wiceprzewodniczącym. W latach 2002–2006 i 2007–2012 ponownie zasiadał w Radzie Najwyższej, wybierany był odpowiednio z Bloku Nasza Ukraina i Bloku Julii Tymoszenko. W 2012 kandydował na kolejną kadencję z ramienia Batkiwszczyny, mandat objął w marcu 2014. W lipcu tego samego roku powołany na stanowisko zastępcy szefa Administracji Prezydenta Ukrainy. W październiku 2014 ponownie wybrany do parlamentu z listy Bloku Petra Poroszenki.